# سوما لومباردو
سوما لومباردو هي بلدة في مقاطعة فاريزي ، لومبارديا ، إيطاليا . حصلت على اللقب الفخري للمدينة بمرسوم رئاسي في 16 يونيو 1959.

## التعليم
المجتمع لديه مكتبة.

## صناعة
يقع مقر شركة الطيران نيوس في المدينة.

## التاريخ
كانت المدينة ذات موقع استراتيجي على طرق الرومانية القنصلية ، مروراً من بلدة سيستو كاليندي وربط ميلانو بـبفيربانو(بحيرة ماجيوري) .
في العصور الوسطى ، كانت المدينة تحت سلطة مدينة أرساغو سيبريو القريبة ، وهي مركز سياسي مهم في المنطقة.

في الغابة المحيطة بسوما ، لا يزال من الممكن العثور على بقايا مختلفة من الخنادق وممرات الهبوط التي يعود تاريخها إلى الحرب العالمية الثانية .

## أناس من سوما لومباردو
- نيكولو سفوندراتي ، البابا غريغوري الرابع عشر
- فاليريو فاليري ، عالم أنثروبولوجيا [4]

## روابط خارجية
- الموقع الرسمي لبلدية سوما لومباردو (بالإيطالية)
- قلعة فيسكونتي - سوما لومباردو[وصلة مكسورة]